# Güttler Károly
Güttler Károly (Budapest, 1968. június 15. –) Európa-bajnok, kétszeres olimpiai és világbajnoki ezüstérmes magyar mellúszó, úszóedző.

## Sportegyesületei
1974-től az Építők SC, 1980-tól az Újpesti Dózsa (az Újpesti Torna Egylet, a Budapesti Rendészeti SE), 1993-tól a Budapesti Spartacus sportolója.

## Versenyzői pályafutása
1987-től tagja a válogatott keretnek. 1987-ben a strasbourgi Úszó-Európa-bajnokságon a 100 méter mellúszásban negyedik helyezett. Az 1988. évi nyári olimpiai játékokon Szöulban ezüstérmet nyert 100 méter mellúszásban. 1991-ben a perthi világbajnokságon ötödik helyezett volt 100 méter mellúszásban. Az athéni Európa-bajnokságon 100 méter mellúszásban ötödik, 200 méter mellúszásban negyedik helyezett.
Barcelonában, az 1992. évi nyári olimpiai játékokon az ötödik helyet szerezte meg a 200 méter mellúszás versenyszámban. 1993-ban a Sheffieldben megrendezésre kerülő Európa-bajnokságon 100 méter mellúszásban új világcsúccsal (1:00,95) lett első, 200 méter mellúszásban és a 4 × 100 méter vegyes úszó váltó tagjaként ezüstérmet nyert. 1994-ben a római világbajnokságon 100 méter mellúszásban második, 200 méter mellúszásban harmadik helyezett. 1995-ben a bécsi Európa-bajnokságon 100 méter mellúszásban, 200 méter mellúszásban és a 4 × 100 méter vegyes úszó váltóban második helyezett volt.
Az atlantai 1996. évi nyári olimpiai játékokon a 200 méter mellúszás versenyszámban Rózsa Norbert mögött ezüstérmet nyert (2:13,03), negyedik lett 100 méter mellúszásban (1:01,49), és hatodik helyezést ért el a 4×100 méter vegyes úszó váltó tagjaként (3:40,84). (Deutsch Tamás, Güttler Károly, Horváth Péter, Czene Attila). 1997-ben a sevillai Európa-bajnokságon 100 méter mellúszásban második, 1999-ben az isztambuli Európa-bajnokságon 50 méter mellúszásban harmadik helyezett.
A 2000. évi nyári olimpiai játékokon, Sydneyben az ötödik a 4 × 100 méter vegyes úszó váltó (Gáspár Zsolt, Güttler Károly, Horváth Péter, Zubor Attila) tagjaként, a 2001-es fukuokai világbajnokságon a 4 × 100 méter vegyes váltóval is ötödik helyezést ért el. A 2002-es berlini Európa-bajnokságon 50 méter mellúszásban bronzérmes, 100 méter mellúszásban és a 4 × 100 méter vegyes váltóval ötödik. 2003-ban a barcelonai világbajnokságon 50 méter mellúszásban kilencedik.

## Edzői pályafutása
A Testnevelési Főiskola szakedzői és sportszervezői szakán végzett. 1998 októberében úszóiskolát indított Újpesten Ágh Norberttel. Azóta is a Güttler - Ágh Úszóiskola szakmai vezetője. A 2004. évi nyári olimpiai játékokra – ötödik olimpiájára – készült, de 2003 novemberétől az ifjúsági úszóválogatott szövetségi kapitánya lett, így versenyzőként már nem indult az athéni olimpián. 2013 szeptemberében a szövetség nem hosszabbította meg az utánpótlás-kapitányi szerződését.
2013 októbere óta a Kőbánya SC úszószakosztály edzője.

## Sportvezetőként
2012-ben Magyar Úszó Szövetség elnökségi tagja lett. 2013 januárjában a Magyar Úszó Szövetség utánpótlás bizottságának elnöke lett.

## Díjai, elismerései
- Év legjobb úszója a világon (1993)
- Európa legjobb úszója (1993)
- A magyar úszósport halhatatlanja (2015)[4]